# Христиновская городская община
Христиновская городская община ― община в Черкасской области, с административным центром в городе Христиновка.

## Населенные пункты

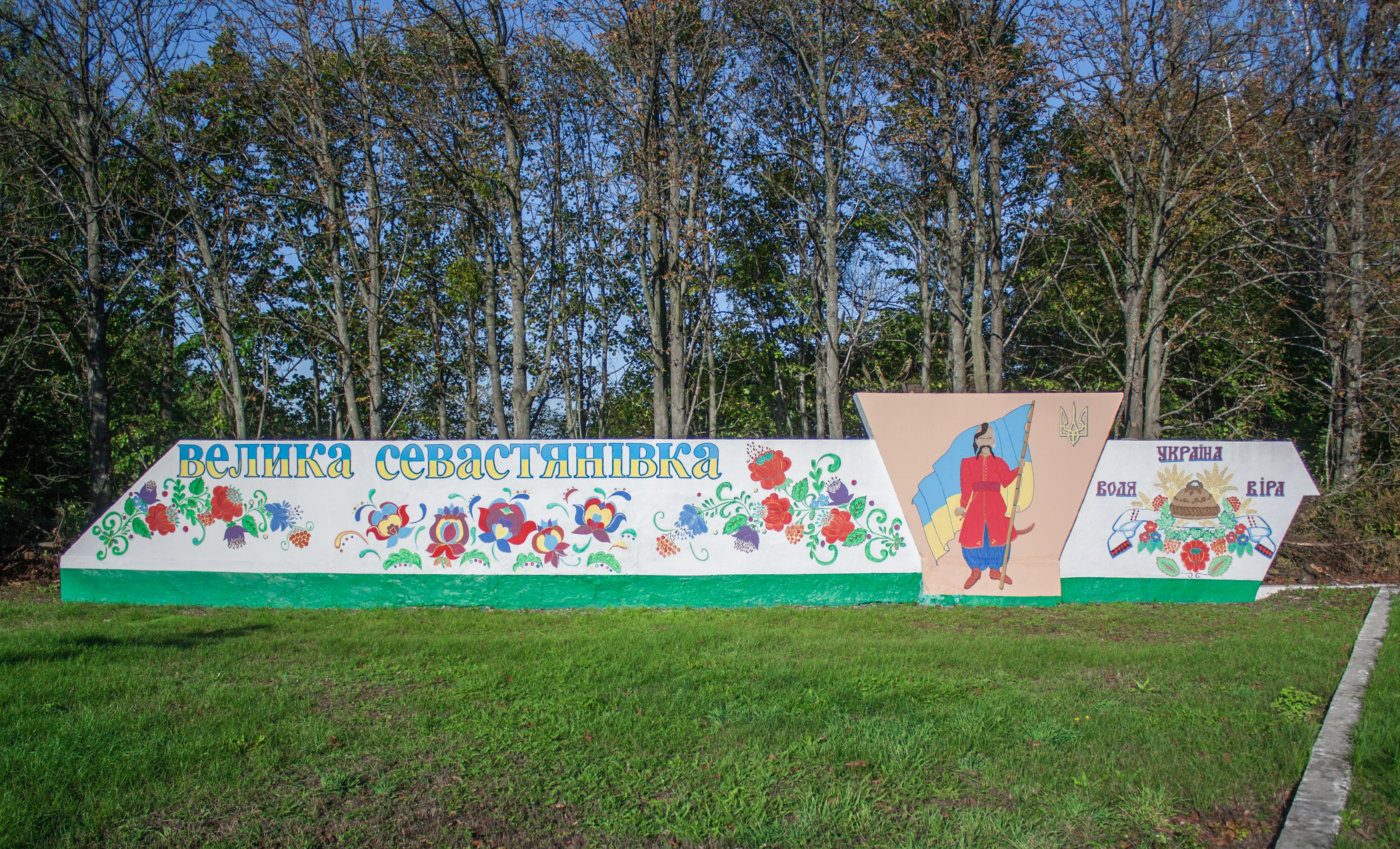
Въезд в село Великая Севастьяновка, входящее в состав общины.

Община насчитывает 1 город (Христиновка) и 33 села. А именно Ботвиновка, Зоряное, Лещиновка, Чайковка, Угловатка, Великая Севастьяновка, Пенежково, Багачовка, и т.д.

## Транспорт
На терретории городской общины расположена трасса E50, а также присутствует железнодорожное сообщение, со станции Христиновка, либо остановочных пунктов Ивангород, Лещиновка, и Россошки.